# Paradrymonia hansteiniana
Paradrymonia hansteiniana är en tvåhjärtbladig växtart som först beskrevs av Rudolf Mansfeld, och fick sitt nu gällande namn av Wiehler. Paradrymonia hansteiniana ingår i släktet Paradrymonia och familjen Gesneriaceae. Inga underarter finns listade i Catalogue of Life.